# 시드니 오페라 하우스
시드니 오페라 하우스(영어: Sydney Opera House)는 오스트레일리아 뉴사우스웨일스주 시드니에 있는 공연장이다. 1547석의 객석과 2679석의 음악당을 비롯해 여러 개의 극장, 전시관, 도서관 등이 있다. 이곳은 가장 유명하고 인상적인 20세기의 건축물 가운데 하나로, 세계에서 가장 유명한 공연장 중 하나이다. 공원 지역과 함께 시드니 하버 브리지, 베넬롱 포인트가 있다.
남쪽으로는 시드니의 유명한 다리인 시드니 하버 브리지와 가까우며 시드니 하버 브리지와 시드니 오페라 하우스 주변의 풍경은 오스트레일리아의 대표적인 이미지 가운데 하나이다. 조개 껍질처럼 생긴 이 건물의 모양은 국제 디자인 공모전의 우승작 작가인 덴마크의 건축가 이외른 우촌이 오렌지 껍질을 벗기던 도중에 떠올린 것으로 알려져 있다. 부분적으로 원형의 모양인 바깥 표면은 자주 그 곳을 항해하는 범선의 소함대를 떠올리게 한다. 시드니 오페라 하우스는 비록 많은 사람들이 공연 관람에 관심이 없더라도 시드니의 주요 관광지 중의 하나로 손꼽힌다.
발레와 음악 공연, 오페라가 열리는 시드니 오페라 하우스는 오스트레일리아 오페라 극단, 시드니 극장단, 시드니 교향 관현악단의 상주지이며 뉴사우스웨일스주 문화부 장관 산하 기구인 오페라 하우스 기금에 의해 운영된다.
시드니 오페라 하우스는 2007년 유네스코 세계유산에 선정되었다.

## 역사
1959년 3월 1일에 착공하여 1973년 10월 20일에 완공되었다. 완공이 될 때까지 4년이 걸릴 거라고 예상을 했지만, 실제로 14년이 걸렸다. 14년이 걸린 이유는 오페라 하우스의 지붕이 까다롭고, 제작이 힘든 구조이기 때문이다. 그리고 또한 시드니 오페라 하우스는 건축 당시 예상 금액이 7,000,000 달러였다. 하지만 실제 건축에 들어간 금액은 102,000,000 달러가 사용되었다. 처음 개관 당시 엘리자베스 2세가 개관식에 참석하였다.

## 주요 행사

시드니 오페라 하우스에서 펼쳐진 새해맞이 불꽃놀이

### 연례 행사
해마다 1월 1일 자정이 되면 세계에서 가장 큰 규모의 새해맞이 불꽃놀이가 시드니 오페라 하우스와 시드니 달링 하버 근처에서 벌어진다. 이 행사를 보기 위해 수만 명의 관광객들이 매년 12월 31일에 시드니를 찾는다. 2시간 30분 동안 오페라 하우스를 무료로 관람할 수 있다고 한다.

## 대중 문화
현재 각종 대중 문화 공연이 꾸준히 이어지고 있으며 최근에는 가수 발굴 및 육성 프로그램인 오스트레일리안 아이돌의 생방송 스튜디오로도 활용되어 전 세계의 주목을 받고 있다.
영화, 드라마, 애니메이션 등의 배경이라고도 한다. 오버워치의 2017 하계 스포츠 대회에도 미래도시가 등장한 적이 있었다.

## 같이 보기
- 이외른 우촌 - 시드니 오페라 하우스를 설계한 건축가
- 시드니 오페라 하우스 그랜드 오르간